# Pleurostachys graminifolia
Pleurostachys graminifolia là loài thực vật có hoa trong họ Cói. Loài này được Brongn. miêu tả khoa học đầu tiên năm 1833.